# المعهد النموذجي بأريانة

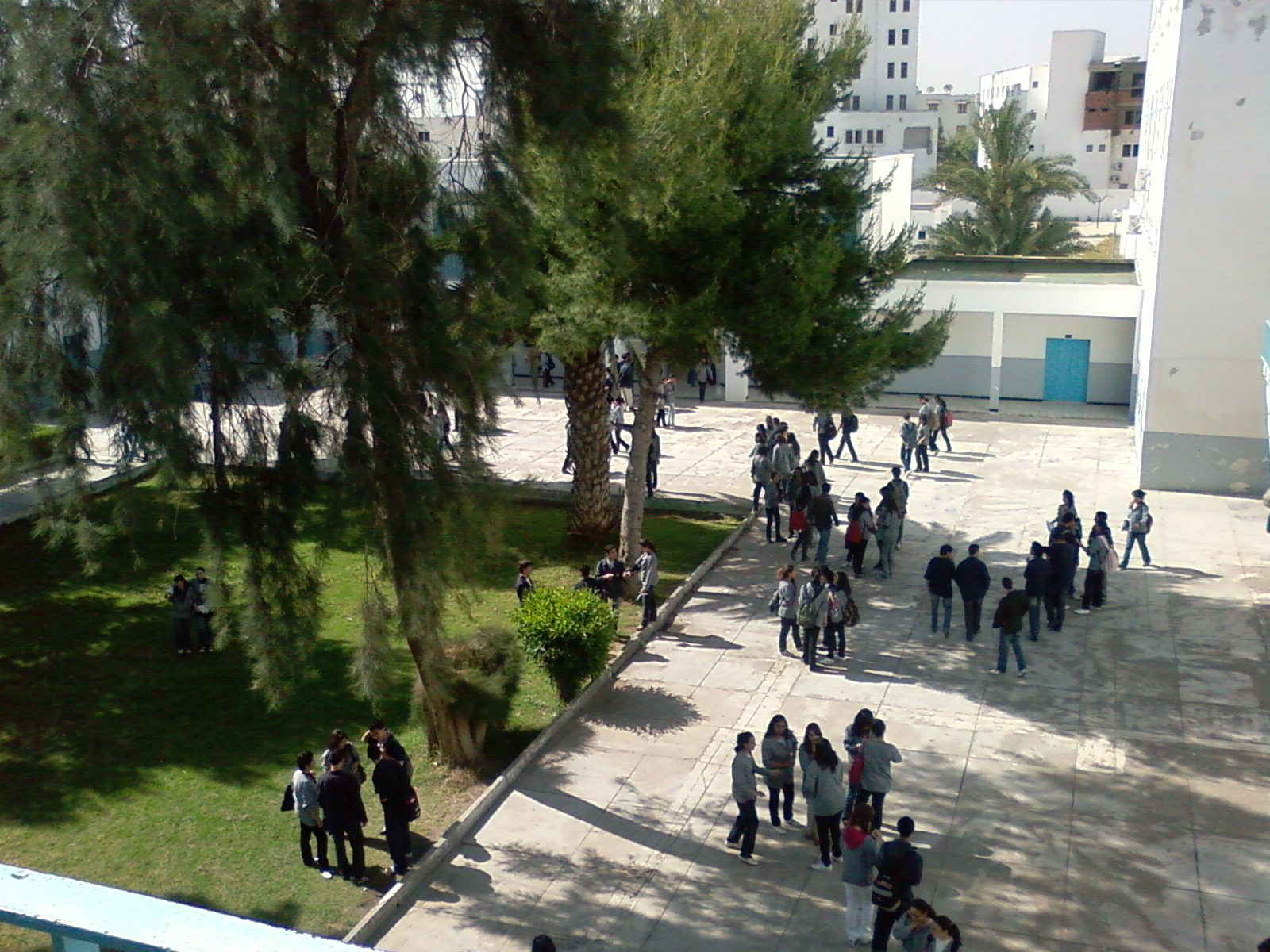
المعهد النموذجي بأريانة

المعهد النموذجي بأريانة هو أحد المعاهد الثانوية التونسية النموذجية. يقع في مدينة أريانة. ويعتمد على النظام التعليمي التونسي ولكن يقع الدخول له عبر امتحان شهادة ختم التعليم الأساسي العام. وتتوج آخر سنة دراسية بامتحان الباكالوريا التونسية.

## وصلات خارجية
- الموقع الرسمي للمعهد
- موقع وزارة التعليم التونسية